# Clandestinidad Nacionalsocialista
Clandestinidad Nacionalsocialista o CNS, (en alemán: Nationalsozialistischer Untergrund) (NSU) fue una organización terrorista clandestina de extrema derecha de origen alemán, activa desde 1998 y que fue descubierta en noviembre de 2011.

## Historia

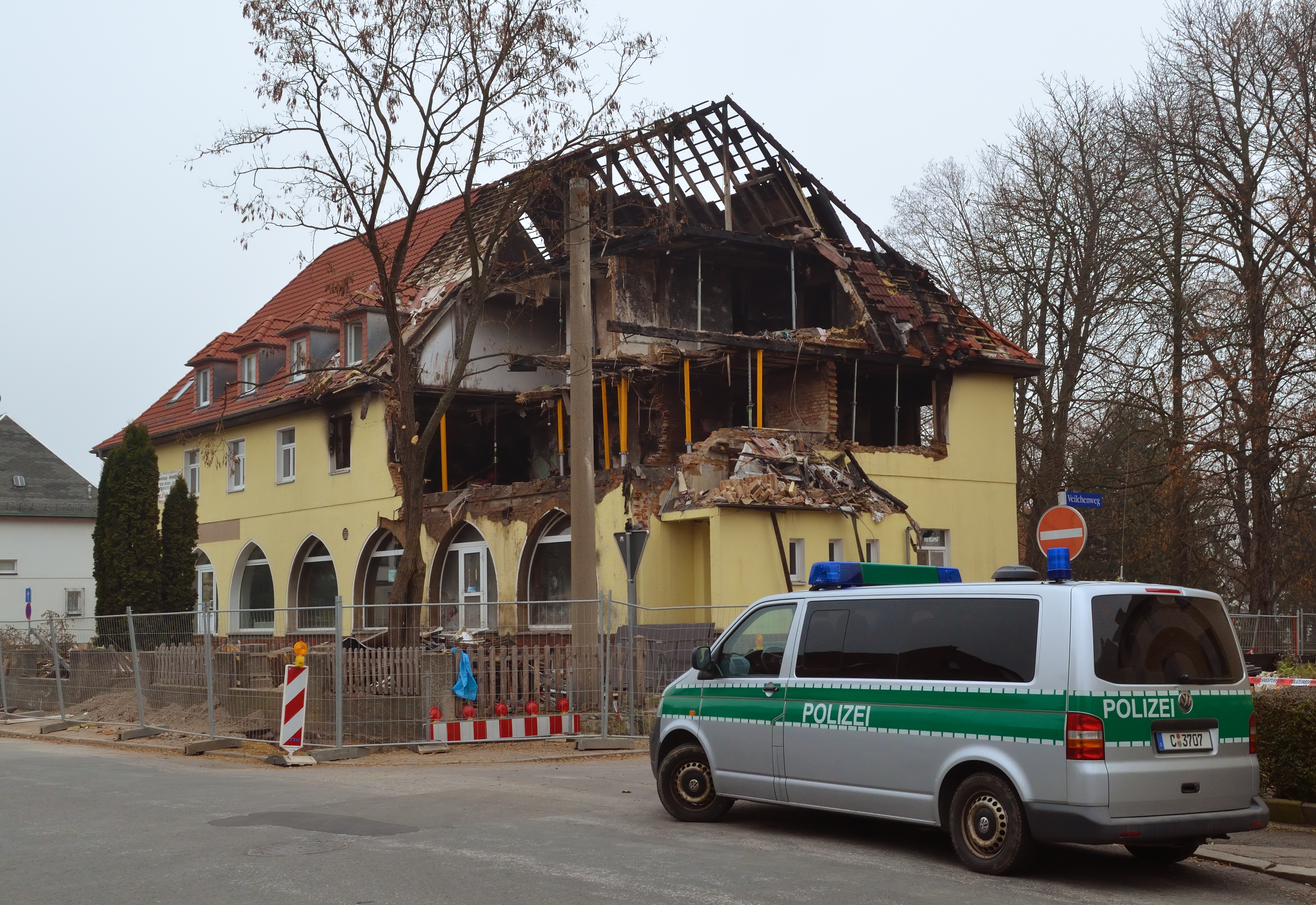
Refugio en Zwickau del grupo.

Se le atribuyen a este grupo terrorista integrado por Uwe Mundlos, Uwe Böhnhardt y Beate Zschäpe, varios crímenes ocurridos en Alemania, tales como los asesinatos del Bósforo, una serie de asesinatos de nueve inmigrantes (entre ellos ocho turcos y un griego), hechos ocurridos entre el 9 de septiembre de 2000 y el 6 de abril de 2006, el asesinato de la Oficial de Policía Michéle Kiesewetter en 2007 y el intento de asesinato a su compañero policial; la colocación de explosivos en Colonia en 2001 y 2004 y al menos 14 asaltos a bancos. El fiscal general de Alemania llamó a la CNS, un grupo de "extremistas de derecha, que tienen el propósito de asesinar por xenofobia a todos los ciudadanos extranjeros que viven en Alemania."
El 4 de noviembre de 2011, después de un asalto a un banco en Eisenach, Uwe Mundlos y Uwe Böhnhardt fueron encontrados muertos por disparos en una caravana, la cual estaba quemada. La Policía informó que ambos extremistas quemaron la caravana y se suicidaron cuando el vehículo fue encontrado. En el vehículo fue encontrada la pistola de reglamento marca Heckler & Koch modelo P2000 que había sido despojado a la asesinada mujer policía Michéle Kiesewetter. Pocas horas después ese mismo día, el refugio en Zwickau, donde los terroristas estaban viviendo bajo identidades falsas, también fue incendiado, explotando posteriormente. Beate Zschäpe, el único miembro de la célula terrorista, resultó sospechosa de haber provocado dicho incendio. Posteriormente se entregó a la policía por consejo de su abogado y fue puesta bajo custodia policial esperando un proceso penal, que inició en mayo de 2013 y que concluyó el 11 de julio de 2018 con Zschäpe siendo condenada a cadena perpetua por los asesinatos, la provocación del incendio que casi mata a una anciana y a dos carpinteros y por pertenecer a una organización terrorista.
Muchos colaboradores de la CNS recibieron su sentencia. Ralf Wohlleben fue acusado de ser cómplice de nueve de los diez asesinatos por haber sido el procurador del arma y sentenciado a diez años en prisión. Tanto André Eminger como Holger Gerlach fueron sentenciados por su colaboración con la organización terrorista. Eminger recibió dos años y medio y Gerlach, tres años en prisión. Carsten Schulze fue sentenciado a tan solo tres años por su colaboración en los asesinatos por haber tenido tan solo 20 años cuando los hechos ocurrieron.